# Troglohyphantes giromettai
Troglohyphantes giromettai là một loài nhện trong họ Linyphiidae.
Loài này thuộc chi Troglohyphantes. Troglohyphantes giromettai được Wladislaus Kulczynski miêu tả năm 1914.